# Копетдагская ящерица
Копетдагская ящерица (лат. Darevskia kopetdaghica) — вид ящериц семейства настоящих ящериц, обитающий в Копетдаге в северном Иране и южном Туркменистане. Ранее популяции этого вида рассматривали как эльбурскую ящерицу (Darevskia defilippii).

## Описание
Длина тела самцов до 57,2 мм. Межчелюстной щиток не касается ноздри. Над глазом имеется 6 верхнересничных чешуй и 10 верхнересничных зёрнышек. Воротник состоит из 10—11 незазубренных чешуй. Спинные чешуйки гладкие, вокруг тела проходит 45—50 рядов. Брюшные чешуи с почти прямолинейным задним краем, в 22—23 поперечных и 6 продольных рядов. Под четвёртым пальцем 30 чешуй. Имеет 16—20 бедренных пор и два крупных преанальных щитка. Кончик морды красноватый.

## Распространение
Эндемик Копетдага на границе Ирана и Туркменистана. Обитает вдоль склонов глубоких каньонов, во влажных местообитаниях вдоль рек, редколесьях и лесостепях на высоте до 1700, реже 2015 м над уровнем моря.

## Природоохранный статус
Ареал копетдагской ящерицы сильно фрагментирован, при этом из-за аридизации гор вид испытывает снижение численности. В связи с этим МСОП отнёс его к категории вымирающих видов.
Занесена в Красную книгу Туркменистана (категория IV, редкий вид) как эльбурская ящерица